# San Pedro de Urabá
San Pedro de Urabá est une municipalité située dans le département d'Antioquia, en Colombie.